# Estrela Dalva
Estrela Dalva là một đô thị thuộc bang Minas Gerais, Brasil. Đô thị này có diện tích 131,877 km², dân số năm 2007 là 2497 người, mật độ 20,6 người/km².